# مرض فيروسي
مرض فيروسي أو إصابة فيروسية (بالإنجليزية: Viral disease) غالبية الفيروسات تسبب أمراض معدية، تختلف أعراضها السريرية اختلافًا جوهريًا بين الأنواع حتى ضمن العائلة الواحدة. يحدث عندما تغزو الفيروسات المسببة للأمراض جسم الكائن الحي، وتتعلق جزيئات الفيروس المعدية (الفيروسات) بالخلايا وتدخلها. هذا جدول بأهم الفيروسات أعراضاً سريرية:
الفيروس هو عامل معدي تحت المجهر يتكاثر فقط داخل الخلايا الحية للكائن الحي. تصيب الفيروسات جميع أشكال الحياة، من الحيوانات والنباتات إلى الكائنات الحية الدقيقة، بما في ذلك البكتيريا والعتائق. منذ مقال ديمتري إيفانوفسكي عام 1892م الذي يصف عامل ممرض غير جرثومي يصيب نباتات التبغ واكتشاف فيروس موزاييك التبغ بواسطة مارتينوس بايرينك في عام 1898م، تم وصف أكثر من 6000 نوع من الفيروسات بالتفصيل من ملايين أنواع الفيروسات في البيئة. توجد الفيروسات في كل نظام بيئي تقريبًا على الأرض وهي أكثر أنواع الكيانات البيولوجية عددًا. تُعرف دراسة الفيروسات باسم علم الفيروسات، وهو تخصص فرعي في علم الأحياء الدقيقة.

## قائمة بعض أنواع الفيروسات
| النوع                                | العائلة                  | الانتقال                                                                          | الأمراض | العلاج | الوقاية | تشخيص مخبري                                                                |
| ------------------------------------ | ------------------------ | --------------------------------------------------------------------------------- | --- | --- | --- | -------------------------------------------------------------------------- |
| فيروس غداني                          | فيروسات غدانية           | - اتصال بالقطيرات (أساساً) - فموي-برازي - تناسلي - اتصال مباشر (التهابات العين)    | - التهاب البلعوم الحاد الحموي - حمى البلعوم والملتحمة - وباء التهاب الملتحمة الكيراتيني - التهاب معدي معوي طفلي | لا شيء | لقاح الفيروس الغدي تنظيف الأدوات الشخصية باستمرار عدم لمس العين والأنف والفم قبل غسل اليدين | - استعدال الفيروس - فحص التراص الدموي - إليزا                              |
| فيروس كوكساكي                        | فيروسات بيكورناوية       | فموي-برازي، اتصال بالقطيرات                                                       | التهابات كوكساكي | مسكنات ألم لتخفيف حدة الآلام الطفيفة. الحصول على قسط كافٍ من الراحة في السرير. شرب سوائل كافية لخفض فرص الإصابة بالجفاف. | غسل وتعقيم ألعاب الطفل بانتظام، لا سيما تلك التي قد يصطحبها معه إلى أماكن يتواجد فيها أطفال آخرون. غسل اليدين جيدًا بانتظام، لا سيما: بعد قضاء الحاجة، وبعد تغيير حفاض الرضيع، وقبل وبعد تحضير الطعام | الزرع الخلوي، الكشف عن الأجسام المضادة                                     |
| فيروس إبشتاين-بار                    | فيروسات هربسية           | اللعاب                                                                            | - كثرة الوحيدات العدوائية - ورم بوركيتس اللمفي | لا شيء | عدم مشاركة الطعام والأطباق والزجاجات والأواني | - الكشف عن الأجسام المضادة - تألق مناعي - إليزا - الكشف عن الأحماض النووية |
| التهاب الكبد الوبائي أ               | فيروسات بيكورناوية       | فموي-برازي                                                                        | التهاب الكبد الحاد | الغلوبيولينات المناعية (الوقائية بعد التعرض)                                                                            | - لقاح - الغلوبيولينات المناعية (الوقائية بعد التعرض) - تجنب الغذاء الملوث | الكشف عن الأجسام المضادة                                                   |
| فيروس التهاب الكبد الفيروسي ب        | فيروسات كبدية            | - كل سوائل الجسم (الدم، السائل المنوي، اللعاب، حليب الأم وما إلى ذلك)             | - التهاب الكبد الحاد - التهاب الكبد المزمن - تشمع الكبد - سرطانة الخلية الكبدية | - الغلوبيولينات المناعية - أديفوفير - انتيكافير - بيجيليتد انترفيرون ألفا-2 - لاميفودين                                 | - لقاح - الغلوبيولينات المناعية (فترة ما حول الولادة ومرحلة وقاية ما بعد التعرض) | - كشف مستضدات الفيروس - الكشف عن الأجسام المضادة - الكشف عن الحمض النووي   |
| فيروس التهاب الكبد الفيروسي ج        | فيروسات مصفرة            | - الدم - (جنسيا)                                                                  | - التهاب الكبد الحاد - التهاب الكبد المزمن - تشمع الكبد - سرطانة الخلية الكبدية | - بيجيليتد انترفيرون ألفا-2 - ريبافيرين                                                                                 | • تجنب الاستخدام المشترك للأدوات الشخصية كفرش الأسنان وأمواس الحلاقة مثلًا. • الحذر أثناء التعامل مع الدم الملوث، خصوصًا العاملين في المجال الصحي. • لبس القفازات أثناء التعامل مع الدم في الحوادث المنزلية "الجروح"؛ عندما يكون أحد أفراد الأسرة مصابًا بالتهاب الكبد الفيروسي ج. • تجنب العلاقات الجنسية المحرّمة. | - الكشف عن الأجسام المضادة - الكشف عن الحمض النووي                         |
| فيروس الهربس البسيط                  | فيروسات هربسية           | الاتصال المباشر مع اللعاب والجروح                                                 | - عدوى فيروس الهربس البسيط-1 الابتدائية - (التهاب اللثة والفم لدى الأطفال، التهاب اللوزتين والتهاب البلعوم لدى البالغين، التهاب الملتحمة الكيراتيني) - عدوى فيروس الهربس البسيط-1 الكامنة (هربس الشفة، قروح البرد)                                        | - آسيكلوفير - فمسيكلوفير - فوسكارنيت - بنسيكلوفير                                                                       | لا شيء | - تألق مناعي - بيروكسيداز مناعية - الكشف عن الحمض النووي                   |
| فيروس الهربس البسيط                  | فيروسات هربسية           | - جنسيا - الولادة                                                                 | - عدوى فيروس الهربس البسيط-2 الابتدائية - عدوى فيروس الهربس البسيط-2 الكامنة - التهاب السحايا العقيم | - آسيكلوفير - فمسيكلوفير - فوسكارنيت - بنسيكلوفير - سيدوفوفير                                                           | - تجنب الاتصال مع الآفات - الجنس الآمن | - الزرع الخلوي - تألق مناعي - بيروكسيداز مناعية - الكشف عن الحمض النووي    |
| فيروس مضخم للخلايا                   | فيروسات هربسية           | - دموع - بول - المني - لعاب - الإفرازات المهبلية - حليب الأم - عبر المشيمة - الدم | - كثرة الوحيدات العدوائية - داء تضخم الخلايا | - غانسيكلوفير - سيدوفوفير - فوسكارنيت                                                                                   | لا شيء | الكشف عن الأجسام المضادة والحمض النووي                                     |
| فيروس الهربس المرتبط بساركوما كابوزي | فيروسات هربسية           |                                                                                   | - سرطان كابوزيس - داء كاستلمان مُتَعَدِّدُ المَراكِز - راقة الليمفوما الابتدائية | كثيرة أثناء مرحلة التقييم                                                                                               | لا شيء | الكشف عن الحمض النووي والأجسام المضادة                                     |
| فيروس نقص المناعة البشرية            | فيروسات قهقرية           | - جنسياً - الدم - حليب الأم                                                        | متلازمة العوز المناعي المكتسب | الأدوية المانعة لمعاودة نشاط الفيروسات                                                                                  | - زيدوفودين (فترة ما حول الولادة) - فحص الدم المنتج - الجنس الآمن | - الحمض النووي - p24 - الكشف عن الأجسام المضادة                            |
| فيروس إنفلونزا                       | فيروسات الإنفلونزا       | اتصال بالقطيرات                                                                   | - إنفلونزا - (متلازمة راي) | - أمانتادين - ريمانتادين - زاناميفير - أوسلتاميفير                                                                      | - لقاح الإنفلونزا - الأمانتادين - ريمانتادين | - فحص التراص الدموي - كشف مستضدات الفيروس                                  |
| فيروس الحصبة                         | فيروسات مخاطانية         | اتصال بالقطيرات                                                                   | - الحصبة - التهاب الدماغ والنخاع التالي للعدوى | لا شيء | لقاح الحصبة والنكاف والحميراء | الكشف عن الأجسام المضادة                                                   |
| فيروس النكاف                         | فيروسات مخاطانية         | اتصال بالقطيرات                                                                   | نكاف | لا شيء | لقاح الحصبة والنكاف والحميراء | الكشف عن الأجسام المضادة                                                   |
| فيروس الورم الحليمي البشري           | فيروسات الأورام الحليمية | الاتصال المباشر                                                                   | - آفات فرط التنسج الظهاري (الثؤلول، الثؤلول المسطح، ثؤلول أخمصي والثؤلول التناسلي، ورم حليمي حنجري، خلل تنسج البشرة الثؤلولي) 55+ (يد / قدم) 30+ (شرجية تناسلية / وبعضها فموي / حلقي / تنفسي) - خبيثة لبعض الأنواع (سرطان عنق الرحم، سرطان حرشفي الخلايا) | - النيتروجين السائل - الانتزاع بواسطة الليزر - سمية للخلايا مواد كيميائية - إنترفيرون - سيدوفوفير                       | - لقاح فيروس الورم الحليمي البشري - تجنب أنسجة البثور - الجنس الآمن | - الفحص العيني - كشف مستضدات الفيروس - الكشف عن الحمض النووي               |
| فيروس نظير الإنفلونزا                | فيروسات مخاطانية         | اتصال بالقطيرات                                                                   | - دفتيريا - ذات الرئة - التهاب القصيبات - زكام | لا شيء | لا شيء | الكشف عن الأجسام المضادة                                                   |
| فيروسة سنجابية                       | فيروسات بيكورناوية       | فموي-برازي                                                                        | شلل الأطفال | لا شيء | لقاح شلل الأطفال | الكشف عن الأجسام المضادة                                                   |
| فيروس الكلب                          | فيروسات ربدية            | - عضة الحيوان - اتصال بالقطيرات                                                   | داء الكلب | الوقائية بعد التعرض | الوقائية قبل وبعد التعرض | علم الأنسجة (تشريحي)                                                       |
| فيروس مخلوي تنفسي                    | فيروسات مخاطانية         | اتصال بالقطيرات، من اليد إلى الفم                                                 | - التهاب القصيبات - ذات الرئة - متلازمة شبه الإنفلونزا - التهاب القصيبات الخطير مع التهاب الرئة | (ريبافيرين) | - غسل اليدين - تفادي - باليفيزوماب لدى الأفراد المعرضين لمخاطر عالية | كشف مستضدات الفيروس والأجسام المضادة                                       |
| فيروس الحصبة الألمانية               | فيروسات طخائية           | اتصال بالقطيرات                                                                   | - حصبة ألمانية - حميراء خلقية | لا شيء | لقاح الحصبة والنكاف والحميراء | الكشف عن الأجسام المضادة                                                   |
| فيروس جدري الماء النطاقي             | فيروسات هربسية           | اتصال بالقطيرات                                                                   | - الحماق - هربس نطاقي | جدري الدجاج: - آسيكلوفير - فمسيكلوفير - فالاسيكلوفير داء المنطقة: - آسيكلوفير - فمسيكلوفير                              | - لقاح الحماق - غلوبيولين مناعي نطاقي حماقي | - الزرع الخلوي - الكشف عن المستضدات والحمض النووي                          |

## كيف تتكاثر الفيروسات

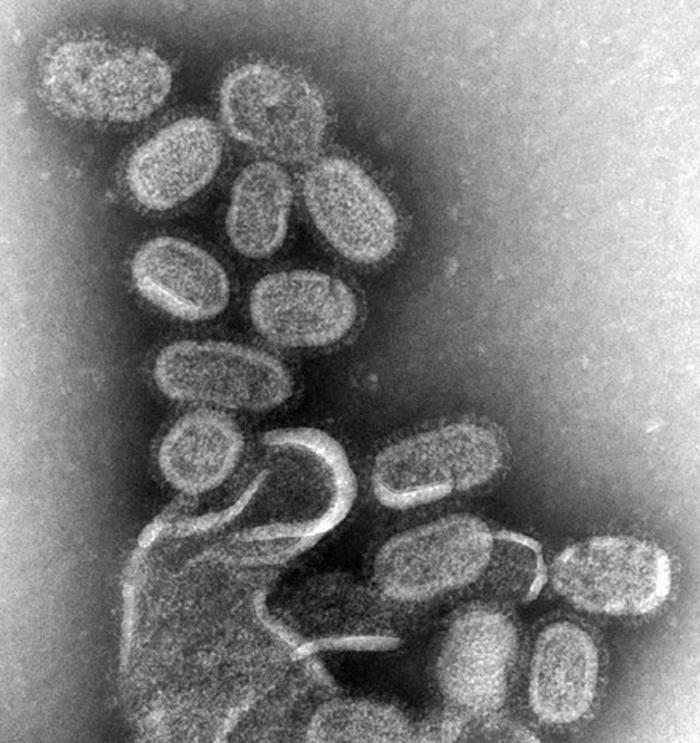
فيروس الانفلونزا تحت المجهر

يمكن مشاهدة الفيروسات عن طريق المجاهر الالكترونية حيث أن هذه الكائنات متناهية الصغر لا تتكاثر ذاتياً وتحتاج إلي جسم آخر (مضيف) حتي تتمكن من التكاثر. وتعتبر الفيروسات بأن الأجسام التي تصيبها هي البيئة المناسبة لعملية التكاثر. الفيروسات من الممكن أن تتسبب في العديد من الأمراض العادية أو القوية. بداية من نزلات البرد والإنفلونزا وحتى فيروس العوز المناعي البشري. كما من الممكن أن تؤثر الفيروسات علي العديد من أعضاء الجسم مثل الكبد والجلد وتؤثر على الجهاز الهضمي والجهاز التنفسي. والعديد من التقارير والأبحاث الطبية والعلمية تؤكد على تسبب الفيروسات في العديد من حالات السرطان. يمكن أن تنتقل الفيروسات من خلال عدة طرق منها الهواء واللمس والإبر الملوثة وبعض الفيروسات تنتقل عن طريق الاتصال الجنسي. البعوض والحشرات من الممكن أيضا أن تنقل الفيروس إلى الإنسان. الأطعمة والمشروبات من الممكن أن تنقل العدوي للأشخاص في حالة تلوثهم.